# Aguada de Cima
Aguada de Cima is een plaats (freguesia) in de Portugese gemeente Águeda en telt 3952 inwoners (2001).